# Vuoksi
Vuoksi (rus. Вуокса, povijesno: "Uzerva"; kar. Vuokša; fin. Vuoksi; šve. Vuoksen) je rijeka koja teče kroz najsjeverniji dio Karelijske prevlake od jezera Saimaa u jugoistočnoj Finskoj do jezera Ladoga u sjeverozapadnoj Rusiji. Rijeka ulazi u jezero Ladoga u tri ogranka, stariji glavni sjeverni ogranak u Priozersku (Käkisalmi), manji ogranak nekoliko kilometara sjeverno od njega i novi južni ogranak koji ulazi 50 km dalje jugoistočno kao rijeka Burnaja (fin. Taipaleenjoki), koja je postala glavni tok u smislu protoka vode. Od 1857. godine, stari sjeverni rukavci ovdode vodu samo iz donjeg toka porječja Vuoksija, a ne i iz jezera Saimaa. Sjeverni i južni ogranci zapravo pripadaju dvama odvojenim riječnim sustavima, koji su u sušnim sezonama ponekad odvojeni.
Visinska razlika između jezera Saimaa i jezera Ladoga je 69 metara. Cijeli tok rijeke iznosi 162 km preko grane Priozersk, ili 150.km preko grane Taipale (Burnaja). Površina porječja je 67800 km2. Većim dijelom svoje dužine rijeka se širi u niz jezera povezanih kraćim riječnim vezama. Jedno od tih jezera, Uusijärvi blizu Priozerska, preimenovano je u vrijeme SSSR-a u jezero Vuoksi.
Vuoksi povezuje jezero Ladoga sa središnjom Finskom, a nekoć je bio važan put za trgovinu i komunikaciju. Zapadni krak, koji je nestao zbog tekućeg izdizanja kopna, bio je alternativni put Karelijcima do Finskog zaljeva kada bi rijeku Nevu blokirali neprijatelji. Sada Kanal Saimaa  zaobilazi Vuoksi i ulazi u Finski zaljev u Viborškom zaljevu u blizini srednjovjekovnog grada Viborga.
Tijekom Zimskog i Nastavljenog rata rijeka Vuoksi bila je glavna finska obrambena linija protiv sovjetskog napredovanja. Mannerheimova linija i VKT-linija nalazile su se uz sjevernu obalu njenog južnog rukavca.
Od industrijske revolucije, energija proizvedena iz Vuoksijevih brzaca učinila je regiju Vuoksija industrijskim središtem Finske u kasnom 19. stoljeću. Nakon Zimskog rata (1940.), Karelijska je prevlaka pripala Rusiji i samo 13 km duljine rijeke ostaje u Finskoj. Glavne elektrane Tainionkoski i Imatra nalaze se na finskoj strani u gradu Imatra.
Okolica rijeke, uključujući tvrđavu Korela (ranije: Käkisalmi), popularno je odmaralište za stanovnike Sankt Peterburga.
Rijeka je poznata po svojim brzacima, na primjer Imatrankoski u Imatri i brzak u selu Losevo (Kiviniemi). Brzi spoj Vuoksij i jezera Suhodolskoje kod Loseva popularno je područje za natjecanja u kajaku, kanuu i katamaranu.
U Rusiji se trenutno raspravlja o projektu kojim bi se uništili brzaci u Losevu i pretvorila rijeka BurnaJa, jezero Sukhodolskoye i niži dijelovi Vuoksija u plovni kanal, koji bi povezao jezero Ladoga s Finskim zaljevom i omogućio naftnim tankerima da zaobiđu rijeku Nevu i grad Sankt Peterburg.

## Geološka povijest
Oko 5.000 BP vode jezera Saimaa prodrle su u greben Salpausselkä, formirajući rijeku koja se ulijeva u jezero Ladoga u njegovom sjeverozapadnom kutu i podiže razinu potonjeg za 1 do 2 metra. Jezero Ladoga je prešlo, poplavivši nizinska jezera i Vuoksi, i spojilo se s Baltičkim morem kod Heinjokija, istočno od današnjeg Viborga. Razina Ladoge postupno je spustila tok rijeke Neve, nastale prije oko 3100–2400 godina, koja pripada slijevu Finskog zaljeva; ali Vuoksi je još uvijek imao značajnu izravnu vezu s izljevom u Viborški zaljev, vjerojatno čak u 16. ili 17. stoljeću. Veza je nestala zbog stalnog izdizanja tla.
Godine 1818. iskopan je kanal za odvodnju vode od proljetnih poplava iz jezera Suvanto (danas jezero Suhodolskoje, 40km dugo usko jezero u istočnom dijelu Karelijske prevlake) u jezero Ladoga; kanal je neočekivano erodirao i pretvorio se u Taipaleenjoki (danas rijeka Burnaja). Taipaleenjoki je počeo isušivati Suvanto i smanjio njegovu razinu za 7 metara. Izvorno je jezero Suvanto utjecalo u Vuoksi kroz plovni put u Kiviniemi (danas Losevo), ali kao rezultat promjene, vodeni put je presušio. Godine 1857. tamo je iskopan kanal, ali je tok promijenio smjer, stvarajući brzake i onemogućavajući plovidbu u Kiviniemiju. Od 1857. Suvanto i Taipaleenjoki čine južni ogranak Vuoksija, što je smanjilo razinu izvornog sjevernog ogranka koji se ulijeva u Ladogu u blizini Kexholma (sada Priozersk) za 5 metra i postao je glavni tok.

## Vanjske poveznice
|  | Zajednički poslužitelj ima još gradiva o temi Vuoksi |

- Stvaranje rijeke Vuoksi prethodilo je značajnom kulturnom pomaku, 15. rujna 2014., Phys.org